# Lars Goldschmidt
Lars Bentzon Goldschmidt (født 26. september 1955 i København) er direktør og samfundsdebattør, bror til Per Bentzon Goldschmidt.
Han er søn af professorerne dr. jur. Verner Goldschmidt og dr. jur. Agnete Weis Bentzon (skilt 1959) og er kemiingeniør (cand.polyt. 1981, lic.scient. 1985 fra Danmarks Tekniske Højskole). Goldschmidt har været direktør for Arbejdsmarkedsstyrelsen 2000-03 og var derefter hos Dansk Handel & Service. I 2005 blev han administrerende direktør for Foreningen af Rådgivende Ingeniører (FRI),
og i 2008 direktør hos Dansk Industri. Efter at han blev folketingskandidat for Socialdemokraterne ophørte dette arbejde.
I 1999 udgav han sammen med Christine Antorini, Henrik Dahl, Jens Reiermann og Signe Wenneberg debatbogen Borgerlige ord efter revolutionen.
I 2009 blev han adjungeret professor ved Danmarks Tekniske Universitet.
I 2015 stillede Goldschmidt op som folketingskandidat for Socialdemokraterne på Bornholm.
Ved Folketingsvalget 2015 fik han 264 personlige stemmer og blev 2. suppleant for Lea Wermelin.
Lars Goldschmidt har været aktiv i bestyrelsen for Campus Bornholm (en institution dækkende samtlige ungdomsuddannelser og gymnasiale uddannelser på Bornholm) siden organisationens start. Fra 2014 som næstformand i bestyrelsen.[kilde mangler]
I februar 2016 afskedigede Campus Bornholm en stx-lærer som illoyal. Folketingets Ombudsmand fandt Campus Bornholm særdeles kritisabelt, da Campus Bornholm prøvede at begrænse de ansattes ytringsfrihed. I Ombudsmandens afgørelse kritiseres specielt Lars Goldschmidt for offentlige udtalelser om begrænsninger i ansattes ytringsfrihed.[kilde mangler]
Et flertal af de ansatte ved Campus Bornholm fra alle fagområder[kilde mangler] erklærede i den anledning mistillid til Lars Goldschmidt som medlem af bestyrelsen.
Lars Goldschmidt ophørte som næstformand for bestyrelsen på et bestyrelsesmøde d. 16. september 2016 inspireret af resten af bestyrelsen.[kilde mangler]
Bornholms Tidende meddelte den 23. september, at Lars Goldschmidt nu gik helt ud af bestyrelsen. Bornholms Tidende er kilde til de seneste meddelelser.
Den 23. september skrev Lars Goldschmidt i Tidende et indlæg for landvindmøller på Bornholm. Han er stadig formand for Bornholms energiudvalg, men skrev som privat.